# Галензевко
Галензевко (пол. Gałęzewko) — село в Польщі, у гміні Рогово Жнінського повіту Куявсько-Поморського воєводства.
У 1975-1998 роках село належало до Бидгоського воєводства.